# Faggyas Jenő
Faggyas Jenő (Tarpa, 1919. szeptember 25. – Tarpa, 1980. december 22.) magyar tsz-elnök, tanácselnök, országgyűlési képviselő.

## Élete
Szegényparaszti sorban látta meg a napvilágot; mindössze hat elemi iskolai osztályt, majd egy kétéves téli gazdasági iskolát végzett el. Napszámosként, illetve részes munkásként kezdett dolgozni, majd 16 évesen, 1935-ben a Nyíregyházi Folyammérnöki Hivatalnál kapott munkát, eleinte mint előmunkás, később munkafelvigyázó lett a tiszai gátépítéseknél. 1940 decemberében behívták katonának, de 1945 januárjában megszökött és hazatért szülőfalujába.
Röviddel ezután kinevezték a tarpai rendőrőrs parancsnok-helyettesévé, de e tisztségéről még az év júliusában lemondott és egyúttal le is szerelt. Ugyanebben az időben belépett a Független Kisgazda-, Földmunkás- és Polgári Pártba (FKGP), ahol 1948-ig a tarpai szervezet titkári teendőit is ellátta. Közben gazdálkodóként dolgozott saját családi földjén, illetve a földreform során nekik juttatott földterületen, és eredményes működése miatt a helyi Úrbéri Legelő- és Erdőbirtokosság jegyzőjévé is kinevezték.
Komolyabb politikai pályafutása 1947 nyarán indult: az augusztus 31-i országgyűlési választáson még csak pótképviselő lett Szabolcs és Szatmár-Bereg vármegyék választókerületeiben, de bő egy évvel később, 1948. november 18-án be is hívták a törvényhozásba. 1948. november 25-étől 1951. februárig a FKGP Szabolcs-Szatmár megyei titkára volt, s közben, 1949. január–februárjában részt vett a tagság politikai magatartását felülvizsgáló vármegyei tisztogató bizottság munkájában.
Az 1949. május 15-i országgyűlési választáson, megyei listájáról ismét képviselői mandátumot szerzett; 1949 és 1954 között kisgazdapárti delegált volt a Magyar Függetlenségi Népfront Országos Tanácsában is. Ebben az időszakban több, részben direkten politizáló, részben civil érdekvédelemmel foglalkozó szövetség helyi és megyei szervezeteiben is tagságot vállalt, illetve pártját képviselte a Magyar Országos Szövetkezeti Központ (MOSZK) igazgatóságában.
1950 után a fővárosba került: 1951-1952-ben az Élelmezési illetve a Begyűjtési Minisztérium főelőadója volt, majd 1952–1954 között a Begyűjtési, 1954–1956 között pedig az Élelmiszeripari Minisztériumban töltött be osztályvezetői beosztást (közben, 1954-ben tagja lett a Magyar Dolgozók Pártjának). 1956 áprilisában a Mátészalkai Sertéstenyésztő és -hizlaló Vállalat igazgatójává választották meg.
Az 1956-os forradalom utáni politikai átalakulások őt sem kerülték el: tagja lett az újonnan szervezett Magyar Szocialista Munkáspártnak (MSZMP), sőt bekerült a Szabolcs-Szatmár megyei pártbizottság végrehajtó bizottságába is. 1960-ban kinevezték a Nyíregyházi Állami Gazdaság igazgatójává. 1962-ben pedig a tarpai Esze Tamás Mezőgazdasági Termelőszövetkezet elnökének választották meg. Egy ideig szülőhelyén a nagyközségi tanács elnöke is volt. 1979-ben ment nyugdíjba, és a következő év utolsó napjaiban el is hunyt.